# رودني مايرز
رودني مايرز (بالإنجليزية: Rodney Myers)‏ هو لاعب كرة قاعدة أمريكي، ولد في 26 يونيو 1969 في إلينوي في الولايات المتحدة.

## وصلات خارجية
- رودني مايرز على موقع الدوري الياباني لكرة القاعدة (الإنجليزية)
- رودني مايرز على موقعبيزبول رفرنس.كوم (الدوري الرئيسي) (الإنجليزية)
- رودني مايرز على موقعبيزبول رفرنس.كوم (الدوري الثانوي) (الإنجليزية)
- رودني مايرز على موقع مشجعي الرسوم البيانية (الإنجليزية)